# Francisco Vieira da Silva
Francisco Vieira da Silva (Lisboa, 1825 - id. 1868), tipógrafo e jornalista português, escreveu na Voz do Operário, n´O País, no Globo, Aurora, Comércio do Porto, etc. Foi presidente do Centro Promotor dos Melhoramentos das Classes Laboriosas, organização apoiada por Antero de Quental.
Em 28 de Julho de 1861, foi um dos sócios fundadores da Comissão Central 1.º de Dezembro de 1640.